# Fereclo
Fereclo (in greco antico: Φέρεκλος) è un personaggio dell'Iliade, il poema omerico incentrato sulla guerra fra Achei e Troiani, scaturita dal rapimento di Elena ad opera di Paride, per il quale costruì le navi che lo condussero a Sparta.

## Il mito
Giovane guerriero troiano figlio dell'Armonide Tettone, venne ucciso in combattimento da Merione, che lo colpì a una natica con la lancia mentre fuggiva.
" Prole del fabbro Armónide, Fereclo

Da Merïon fu spento. Era costui

Per tutte guise di lavori industri

Maraviglioso, e a Pallade Minerva

Caramente diletto. Opra fur sua

Di Paride le navi, onde principio

Ebbe il danno de' Teucri, e di lui stesso,

Perché i decreti degli Dei non seppe.

L'inseguì, lo raggiunse, lo percosse

Nel destro clune Merïone, e sotto

L'osso vêr la vescica uscì la punta.

Gli mancâr le ginocchia, e guaiolando

E cadendo il coprì di morte il velo ". 
(Omero, Iliade, V, traduzione di Vincenzo Monti)

## Interpretazione
Era stato dunque Fereclo a costruire la flotta con cui Paride si recò a Sparta per rapire Elena, nonostante gli oracoli avessero preannunciato la guerra che ne sarebbe scaturita. Si può ritenere che questo personaggio riceva la giusta punizione per aver collaborato a un'impresa scellerata quale era appunto il ratto di Elena: la sua stessa morte ha peraltro ben poco di eroico, in quanto egli viene colpito all'inguine ed emette l'ultimo respiro mentre cade inginocchiato.